# Region Steiermark Mitte (Diözese Graz-Seckau)
Die Region Steiermark Mitte ist eine von acht Regionen der Diözese Graz-Seckau. 2021 wurden die Dekanate aufgelöst und die Pfarren den neu entstandenen Seelsorgeräumen und Regionen zugeteilt.

## Seelsorgeraum GU-Nord
| Pfarre           | Patrozinium       | Kirchengebäude                                                                            | Bild                         |
| ---------------- | ----------------- | ----------------------------------------------------------------------------------------- | ---------------------------- |
| Deutschfeistritz | Hl. Martin        | Pfarrkirche Deutschfeistritz Filialkirche Peggau, Benefiziatenkirche im Schloss Waldstein | Pfarrkirche Deutschfeistritz |
| Frohnleiten      | Mariä Himmelfahrt | Stadtpfarrkirche Frohnleiten                                                              | Stadtpfarrkirche Frohnleiten |
| Gratkorn         | Hl. Stefan        | Pfarrkirche Gratkorn                                                                      | Pfarrkirche Gratkorn         |
| Röthelstein      | Hl. Oswald        | Pfarrkirche Röthelstein                                                                   |                              |
| Semriach         | Hl. Ägidius       | Pfarrkirche Semriach                                                                      | Pfarrkirche Semriach         |
| Stübing          | Hl. Anna          | Pfarrkirche Stübing                                                                       | Pfarrkirche Stübing          |
| Übelbach         | Hl. Laurentius    | Pfarrkirche Übelbach                                                                      | Pfarrkirche Übelbach         |

## Seelsorgeraum Hügelland - Schöcklland
| Pfarre                     | Patrozinium               | Kirchengebäude | Bild                     |
| -------------------------- | ------------------------- | --- | ------------------------ |
| Eggersdorf bei Graz        | Hl. Florian               | Pfarrkirche Eggersdorf Filialkirche Hönigtal Mariä Himmelfahrt in Kainbach bei Graz, Messkapelle Gekreuzigter Heiland auf dem Prellerberg, Messkapelle Mariä Krönung am Stuhlingeregg, Messkapelle Maria im Elend in Haselbach | Pfarrkirche Eggersdorf   |
| Kumberg                    | Hl. Stefan                | Pfarrkirche Kumberg Messkapellen: Hl. Drei Könige im Schlosse Kainberg, Hl. Maria in Pircha | Pfarrkirche Kumberg      |
| Laßnitzhöhe                | Christi Geburt            | Pfarrkirche Laßnitzhöhe | Pfarrkirche Laßnitzhöhe  |
| Nestelbach                 | Hl. Jakobus der Ältere    | Pfarrkirche Nestelbach bei Graz | Pfarrkirche Nestelbach   |
| St. Marein bei Graz        | Schmerzhafte Muttergottes | Pfarrkirche St. Marein bei Graz | Pfarrkirche St. Marein   |
| Sankt Radegund am Schöckel | Hl. Radegundis            | Pfarrkirche St. Radegund am Schöckel Kirche: Gegeißelter Heiland am Kalvarienberg | Pfarrkirche St. Radegund |

## Seelsorgeraum Kaiserwald
| Ort         | Patrozinium            | Kirchengebäude          | Bild                         |
| ----------- | ---------------------- | ----------------------- | ---------------------------- |
| Dobl        | Maria in Dorn          | Pfarrkirche Dobl        |                              |
| Lannach     | Hl. Franz von Assisi   | Pfarrkirche Lannach     | Pfarrkirche Lannach          |
| Lieboch     | Hl. Franz Xaver        | Pfarrkirche Lieboch     | Pfarrkirche Lieboch          |
| Premstätten | Hl. Thomas             | Pfarrkirche Premstätten | Pfarrkirche Unterpremstätten |
| Tobelbad    | Unbefleckte Empfängnis | Pfarrkirche Tobelbad    | Pfarrkirche Tobelbad         |
| Wundschuh   | Hl. Nikolaus           | Pfarrkirche Wundschuh   | Pfarrkirche Wundschuh        |

## Seelsorgeraum Kögelberg - Grazer Feld
| Ort                      | Patrozinium           | Kirchengebäude                       | Bild                                |
| ------------------------ | --------------------- | ------------------------------------ | ----------------------------------- |
| Allerheiligen bei Wildon | Allerheiligen         | Pfarrkirche Allerheiligen bei Wildon | Pfarrkirche Allerheiligen           |
| Fernitz                  | Maria Trost           | Wallfahrtskirche Maria Trost         | Pfarrkirche Fernitz                 |
| Hausmannstätten          | Hlgst. Dreifaltigkeit | Pfarrkirche Hausmannstätten          |                                     |
| Heiligenkreuz am Waasen  | Hl. Kreuz             | Pfarrkirche Heiligenkreuz am Waasen  | Pfarrkirche Heiligenkreuz           |
| Kalsdorf                 | Hl. Paulus            | Pfarrkirche Kalsdorf bei Graz        | Pfarrkirche Kalsdorf – Innenansicht |

## Seelsorgeraum Rein
| Pfarre                                    | Patrozinium                | Kirchengebäude | Bild                      |
| ----------------------------------------- | -------------------------- | --- | ------------------------- |
| Expositur Maria Straßengel                | Mariä Namen                | Wallfahrtskirche Maria Straßengel |                           |
| Krankenhausseelsorge LKH Hörgas-Enzenbach |                            | |                           |
| Gratwein                                  | Hl. Rupert                 | Pfarrkirche Gratwein Wallfahrtskirche Maria Straßengel | Pfarrkirche Gratwein      |
| Hitzendorf                                | Mariä Himmelfahrt          | Pfarrkirche Hitzendorf | Pfarrkirche Hitzendorf    |
| Rein                                      | Mariä Himmelfahrt          | Stiftskirche Rein Filialkirche St. Ulrich auf dem Ulrichsberg, Messkapelle Maria, Königin des Friedens (Marienkapelle im Zisterzienserstift Rein), Messkapelle Schmerzhafte Mutter auf dem Kalvarienberg, Messkapelle St. Josef im Hause der Barmherzigen Schwestern vom hl. Kreuze, Messkapelle Hlgst. Herz Jesu im LKH Enzenbach | Stiftskirche Rein         |
| Sankt Bartholomä an der Lieboch           | Hl. Bartholomäus           | Pfarrkirche Sankt Bartholomä an der Lieboch | Pfarrkirche Lieboch       |
| Sankt Oswald bei Plankenwarth             | Hl. Oswald                 | Pfarrkirche St. Oswald bei Plankenwarth | Pfarrkirche St. Oswald    |
| Sankt Pankrazen                           | Hl. Pankratius             | Pfarrkirche Sankt Pankrazen Kapelle Hl. Anna im Friedhof | Pfarrkirche St. Pankrazen |
| Stiwoll                                   | Hll. Philippus und Jakobus | Pfarrkirche Stiwoll | Pfarrkirche Stiwoll       |

## Seelsorgeraum Voitsberg
| Pfarre                                                     | Patrozinium             | Kirchengebäude                                                           | Bild                                      |
| ---------------------------------------------------------- | ----------------------- | ------------------------------------------------------------------------ | ----------------------------------------- |
| Krankenhausseelsorge LKH Weststeiermark Standort Voitsberg |                         |                                                                          |                                           |
| Bärnbach                                                   | Hl. Barbara             | Pfarrkirche Bärnbach                                                     | Pfarrkirche Bärnbach, Hundertwasserkirche |
| Edelschrott                                                | Hl. Laurentius          | Pfarrkirche Edelschrott                                                  | Pfarrkirche Edelschrott                   |
| Graden                                                     | Hl. Oswald              | Pfarrkirche Graden                                                       | Pfarrkirche Graden                        |
| Hirschegg                                                  | Mariä Namen             | Pfarrkirche Hirschegg                                                    | Pfarrkirche Hirschegg                     |
| Kainach                                                    | Hl. Georg               | Pfarrkirche Kainach                                                      | Pfarrkirche Kainach                       |
| Köflach                                                    | Hl. Maria Magdalena     | Stadtpfarrkirche Köflach                                                 | Stadtpfarrkirche Köflach                  |
| Ligist                                                     | Hl. Katharina           | Pfarrkirche Ligist                                                       | Pfarrkirche Ligist                        |
| Maria Lankowitz                                            | Mariä Heimsuchung       | Wallfahrtskirche Maria Lankowitz                                         | Pfarrkirche Maria Lankowitz               |
| Modriach                                                   | Hl. Veit                | Pfarrkirche Modriach                                                     | Pfarrkirche Modriach                      |
| Mooskirchen                                                | Hl. Veit                | Pfarrkirche Mooskirchen                                                  | Pfarrkirche Mooskirchen                   |
| Pack                                                       | Hl. Martin              | Pfarrkirche Pack Hebalmkapelle                                           | Pfarrkirche Pack                          |
| Piber                                                      | Hl. Andreas             | Stadtpfarrkirche Piber                                                   | Pfarrkirche Piber                         |
| Salla                                                      | Hll. Petrus und Paulus  | Pfarrkirche Salla                                                        | Pfarrkirche Salla                         |
| St. Jakob in Geistthal                                     | Hl. Jakobus             | Pfarrkirche St. Jakob                                                    |                                           |
| St. Johann ob Hohenburg                                    | Hl. Johannes der Täufer | Pfarrkirche Sankt Johann                                                 | Pfarrkirche St. Johann                    |
| Sankt Martin am Wöllmißberg                                | Hl. Martin              | Pfarrkirche Sankt Martin                                                 | Pfarrkirche St. Martin                    |
| Stallhofen                                                 | Hl. Nikolaus            | Pfarrkirche Stallhofen                                                   | Pfarrkirche Stallhofen                    |
| Voitsberg                                                  | Hl. Josef               | Stadtpfarrkirche Voitsberg Filialkirche St. MichaelFilialkirche Hl. Blut | Stadtpfarrkirche Voitsberg                |